# Харавела
Харавела (Харабела, Кхаравела) (II ст. до н. е.) — 3-й володар імперії Калінґа. За його панування держава досягла найбільшого політичного, військового, економічного і культурного піднесення. Основним джерелом є напис в печері Хатігумфа. Тут він названий «Четараджа-васа-вадханена» («Той, хто розширив рід царя Чета»).

## Життєпис
Походив з династії Магамеґавагани (відома також як династія Чеді). Син правителя (четараджи) Відгараджи. Стосовно періоду панування є дискусії. На підставі напису Хатігумфа, відносять дати панування Харавелі до 2-ї половини I ст. — початку II ст. до н. е. Точний час наразі встановити складно. Індійський нумізмат П. Л. Гупта припустив, що напис Хатігумфа відноситься до II ст. н. е. Це трактування є спірним. Використовуючи палеографічні методи, проблемно датувати текст Гатігумпха так пізно. Фахівці з індійських написів схиляються до часу правління Сатакарні з династії Сатаваганів.
На 2-му році володарювання Харавела послав на захід сильну армію, що включає кінноту, слонів, піхоту та колісниці до західної чверті, не звертаючи уваги на Сатакарні. Царство «Асіканагара» було налякане досягненням армією Калінґи річки Канхавемна. Деякі вчені вважають за краще читати Масіканагара замість Асіканагара та визначають її місцезнаходження у прибережній частині Андгра-Прадеша. В одному з написів на санскриті йдеться: «Місто Масіканагари було захоплене за допомогою кшатріїв з роду Касван».
Канхавемна зазвичай ототожнюється з річкою Крішна, що протікає набагато на південь від Калінґи, але не на захід, як стверджується в написі. Проте існує інший потік, що тече на захід від Калінґи у Відарбгу і відома в даний час як Канхан, що знаходиться в 17 км на північний захід від Наґпура і впадає в річку Ваїнганг. Під час археологічних розкопок в Адамі (район Нагпура) знайшли печатки, що належали Асікаджанападі, що вирішило також проблему місцезнаходження історичної Асіканагари.
На 4-му році царювання було здійснено вторгнення на територію Сатаваганів. Під час цієї кампанії армія Калінґи стрімко пройшла території кланів Ратхіків та Бгоджів, васалів Сатаваганів. Унаслідок цієї перемоги сюзеренітет Калінґи поширився на схід.
На 8-му році війська Калінґа вступило проти Пуш'ямітри Шунґи, магараджі Маґадгі. Приводом стало переслідування останнім прихильників джайнізму. Вороже військо було переможено у запеклій битві біля Горатхагірі (ототожнюється із сучасним пагорбом Барабар в окрузі Гая в штаті Біхар). Потім Харавела розпочав штурм віддаленої фортеці, що охороняла Радажгріху (Гірівраджу), колишню столицю Маґадгі. Зрештою вдалося здолати супротивника. За цим стикнувся з греко-бактрійським царем Деметрієм I, який намагався поразками Маґадги, вдерся з півночі. Але після Паталіпутри калінзьке військо завдало поразки грекам, змусивши їх царя відступити до Матхури.
На ознаку цієї перемоги побудував великий переможний палац у Калінґанагарі вартістю 3,8 млн монет.
На 10-му році здійснив новий похід на північ до Бгаратаварші, що на той час була загальною назвою, яка позначала Північну Індію. Припускають, що в цей час було остаточно приєднано південь Кошали.
На 12-му році правління зібрав велику армію проти Уттарапатхі. На зворотному шляху Кхаравела запланував нове вторгнення до Маґадги. Армія Калінґи розташувалася на березі Гангу неподалік Паталіпутри. Магараджа Пуш'ямітра без бою визнав зверхність Калінґи. Переможець забрав із Паталіпутри Справжнього Ідола калінзьких джайнських тіртханкарів. Тепер влада тяглася від північно-західної Індії далеко на південь до кордонів держави Пандья (власні володіння до держави Ікшваку, яка разом з Паллавами і Чола складали васалів Харавели. Прийняв титул чакравартіна.
Водночас із походами, активно сприяв розвитку торгівлі, перетворивши Калінґу також на торговельну імперією, що мала не лише торговельні зв'язки, а й факторії в державах Анурадхапура, Пхном, Ламап, Танджунгпура, Салаканагара і кадатуанах (містах-державах) о. Суматра, на які чинила політичний та культурний вплив.
Помер або зрікся трону на 13-му році панування. Спадкував його син Вікрадева Кудепасірі.

## Релігійна діяльність
Активно підтримував джайнізм, хоча й не забороняв буддизм та різні форми індуїзму. Сучасні дослідники сумніваються, що сам Харавела був прихильником джайнізму, про що свідчать його вчинки. У написі Хатігумфа прямо вказано, що він був відданим усіх релігійних сект і ремонтував храми, присвячені багатьом богам.
Також організував раду аскетів і мудреців, побудував притулок для них, доручив скласти текст семикратної Анги в шістдесяти чотирьох буквах (писемах).

## Культурна діяльність
За його наказом зведено печерні комплекси Удаягірі («Східний пагорб») та Хандагірі («Зламаний пагорб»), що є важливим зразком архітектури та писемності, несе історичну і культурну значущість.